# Cantone di Saint-Genis-Pouilly
Il Cantone di Saint-Genis-Pouilly è una divisione amministrativa dell'arrondissement di Gex, creato nel 2015.

## Composizione
Comprende i seguenti 4 comuni:
- Ferney-Voltaire
- Ornex
- Prévessin-Moëns
- Saint-Genis-Pouilly